# Zetsumetsu kigu shōjo: Amazing Twins
Zetsumetsu kigu shōjo: Amazing Twins (絶滅危愚少女〜Amazing Twins〜?) è una serie OAV di 2 episodi prodotta da Encourage Films e diretta da Jun'ichi Satō. Il primo episodio è stato pubblicato in DVD e Blu-ray Disc il 26 febbraio 2014, mentre il secondo episodio è stato pubblicato per l'home video il 25 giugno 2014. Un'anteprima del primo episodio è stata trasmessa prima della pubblicazione su AT-X il 29 dicembre 2013.

## Trama
Nell'universo di Amazing Twins, alcuni soggetti possiedono un potere chiamato Incomprehensible Skill of Human beings (ISH), che conferisce loro facoltà soprannaturali. Le facoltà variano di soggetto in soggetto, ma il più delle volte sono costretti a tenerle nascoste per timore di essere discriminati dalle persone comuni. Una di questi soggetti è Amane Todoroki, una ragazzina acqua e sapone che lavora come idol illusionista in un gruppo di prestigiatori chiamato Nought. Amane ha una sorella gemella, Lilianne, nata senza il corpo. A differenza di Amane, il cui ISH è piuttosto debole, Lilianne è estremamente potente, ed Amane può all'occorrenza usare anche i poteri di Lilianne. Le due sorelle non hanno velleità e si servono dei loro poteri unicamente per far divertire il pubblico dei loro innocui spettacoli di magia, ma qualcosa cambia nella loro vita quando i loro numeri attraggono l'attenzione degli IAM. Apparentemente, questi ultimi sono solo un altro gruppo di prestigiatori come i Nought, ma in gran segreto conducono studi ed esperimenti sui soggetti dotati di ISH.

## Personaggi
Amane Todoroki (等々力 あまね?, Todoroki Amane)
Doppiata da Aya Uchida
La protagonista, una giovane ragazza che possiede l'ISH e se ne serve per degli innocui giochi di prestigio. Fa parte del gruppo dei Nought. Il suo potere è debole e non è in grado di controllarlo molto bene, ma è in grado di usare anche il potere della sorella gemella Lilianne, che possiede un ISH estremamente potente.
Lilianne (リリアン?, Ririan)
Doppiata da Satomi Satō
Sorella gemella di Amane, ha perso il corpo prima di nascere ma è rimasta in vita grazie ai suoi enormi poteri. Pur avendo l'aspetto di una ragazza in uniforme scolastica è fatta di pura energia. Solitamente possiede l'inseparabile orsacchiotto di Amane. Essendo priva del corpo, non può usare direttamente i propri poteri, può solo prestarli alla sorella Amane.
Aya (アヤ?)
Doppiata da Nao Tōyama
Una ragazza dotata del potere di generare allucinazioni. Fa parte dello IAM (un altro gruppo di prestigiatori) ma è anche al servizio di uno scienziato, dal quale riceve l'ordine di indagare su Amane. Ha una storia triste alle spalle: quando era piccola, usò i suoi poteri credendo di fare cosa gradita alla mamma ma quest'ultima invece, ne fu spaventata e la cacciò via di casa.
Nanae Fudo (不動 奈々枝?, Fudō Nanae)
Doppiata da Yumi Kakazu
Leader dei Nought, è anche colei che ha ispirato Amane a seguire i suoi passi. Si conoscono da anni: quando Amane era piccola, la sorprese nell'atto di usare i suoi poteri (o meglio, quelli della sorella Lilianne) per fermare un camion fuori controllo, che altrimenti avrebbe investito lei ed i suoi compagni di classe. Per timore che Amane venisse scoperta ed allontanata da questi ultimi per paura, appena scampato il pericolo Nanae si era presentata a loro, dicendo che era stata lei a fermare il mezzo impazzito.
Hasudou (ハスドウ?)
Doppiato da Susumu Chiba
Membro dello stesso gruppo di prestigiatori di Aya, è interessato anch'egli ai poteri di Amane.
Kazuki (和希?)
Doppiato da Hiro Shimono
Membro dei Nought, ha il potere di parlare agli uccelli. Vorrebbe diventare un bravo prestigiatore senza l'uso dei poteri ISH.
Hirona (ひろな?)
Doppiata da Miyu Matsuki
Anch'ella membro dei Nought, è dotata di una forza sovrumana.
Sentimental Takagi (センチメント 高木?, Senchimento Takagi)
Doppiata da Ryou Hirohashi
Una ragazza che si guadagna da vivere (e soprattutto da bere) facendo l'indovina. Ha il potere di comunicare con la Terra, che lei chiama Gaia.
Kakeru Sennokura (千ノ倉 積?, Sennokura Kakeru)
Doppiato da Sayaka Ōhara
Kasuka Mochizumi (望月 幽?, Mochizumi Kasuka)
Doppiata da Yuko Gibu
Kozumi (こずみ?)
Doppiata da Ai Kayano
Amica di Amane e fan del suo gruppo di prestigiatori, inizialmente è all'oscuro dei poteri della ragazza.
Mana (まな?)
Doppiata da Haruka Chisuga
È una bambina, anch'ella fan di Amane e dei Nought, e spesso la si vede assieme a Kozumi ad assistere agli spettacoli di magia del gruppo.
Messiah Lady (メサイアレディ?, Mesaia Redi)
Doppiata da Megumi Ogata
È una supereroina fittizia, idolo di Amane. Fa coppia con Captain Japan.
Captain Japan (キャプテンジャパン?, Kyaputen Japan)
Doppiato da Fumitoshi Oizaki
È un supereroe televisivo fittizio. Fa coppia con Messiah Lady.

## Episodi
| Nº | Titolo italiano (traduzione letterale del titolo originale) Giapponese 「Kanji」 - Rōmaji | Distribuzione                                  | Distribuzione |
| Nº | Titolo italiano (traduzione letterale del titolo originale) Giapponese 「Kanji」 - Rōmaji | Giapponese                                     |               |
| 1  | Benvenuti al nostro spettacolo! 「わたしたちのショウへようこそ!」 - Watashi-tachi no shō e yōkoso! | 29 dicembre 2013(TV) 26 febbraio 2014 (BD/DVD) |               |
| 1  | Amane Todoroki è una ragazzina dotata di ISH ma usa i suoi poteri solo per fare degli innocui spettacoli di magia, assieme ai suoi compagni del gruppo di prestigiatori dei Nought, anch'essi esper. Un giorno è avvicinata da un'altra ragazza dotata di ISH, una certa Aya, che coinvolge Amane in un gioco pericoloso allo scopo di mettere alla prova le sue facoltà extrasensoriali. Non contenta di ciò, plagia un uomo che sta sviluppando l'ISH e lo convince a rapire Kozumi, costringendo Amane a tentare il tutto per tutto pur di liberarla. Quando la situazione precipita, Amane e Lilianne uniscono i loro poteri e riescono a salvare Kozumi. Subito dopo essersi accertata che la sua amica sta bene, Amane sviene dalla stanchezza. Allora Lilianne esce dall'orsetto di peluche e si presenta a Kozumi, dopodiché si scusa con lei anche a nome di Amane per averle tenuti nascosti i loro poteri ed averla coinvolta; infine, le spiega che Amane le vuole sinceramente bene e che è una ragazza un po' sciocca, ma onesta. Kozumi le risponde che la sua stima nei confronti di Amane non è affatto venuta meno, anzi quell'esperienza l'ha resa una fan più sfegatata di prima |                                                |               |
| 2  | Benvenuti nel nostro sogno! 「わたしたちの夢へようこそ!」 - Watashi-tachi no Yume e Yōkoso! | aprile 2014 (TV) 25 giugno 2014 (BD/DVD)       |               |
| 2  | Dopo un'attenta analisi sulle sue facoltà, Amane apprende che Lilianne potrebbe sparire se l'unione dei loro poteri dura troppo a lungo. Più tardi rincontrano Aya e cercano di portarla sulla retta via ma serza successo. Il giorno dopo la stessa ragazza usa i suoi poteri extrasensoriali per tendere una trappola ad Amane, ma unendo i loro poteri le due gemelle riescono ad animare un aeroplano di carta e a fuggire con esso. Il volo termina davanti alla casa di Aya, dove Amane rivive l'infanzia della rivale, mentre quest'ultima è in preda ad una crisi, prigioniera dei suoi stessi ricordi. Con l'aiuto della leader dei Nought, Nanae Fudo, Amane e Lilianne riescono ad entrare nella sua mente ed a farla tornare alla ragione. Quando il peggio sembra passato, Amane chiama Lilianne ma inizialmente la sorella non risponde, il che le fa temere che ella sia scomparsa, ma finalmente quest'ultima riesce a tornare nel pupazzo di Amane. Una volta libera dai sentimenti negativi, Aya decide di unirsi ai Nought, e per festeggiare l'avvenimento lei ed Amane danno subito vita ad un numero di magia usando i loro poteri.                                            |                                                |               |

## Sigle
La sigla di apertura è Zetsumetsu Kigu Shōjo (絶滅危愚少女?), mentre quella di chiusura è Kokoro Assymetry (心 アシンメトリー?). Entrambi i brani sono interpretati da Haruka Chisuga.